# محمد ارنق
محمد ارنق (انگلیسی: Mohamed Ering؛ زادهٔ ۲۰ اکتبر ۱۹۹۷) بازیکن فوتبال اهل سودان است.
وی همچنین در تیم ملی فوتبال سودان بازی کرده‌است.